# عملیات وزروبونگ
'عملیات وزروبونگ، عملیاتی در جنگ جهانی دوم بود که در تاریخ ۹ آوریل تا ۱۰ ژوئن سال ۱۹۴۰ توسط آلمان برای تصرف دانمارک و نروژ انجام شد.
در اوایل صبح روز 9 آوریل 1940 ، نیروهای آلمانی دانمارک را اشغال کردند و در ادامه به نروژ حمله کردند. این امر ظاهرا به عنوان یک مانور پیشگیرانه علیه اشغال  نروژ  توسط انگلیس و فرانسه  در طرح R 4 صورت گرفت. در زمات تهاجم آلمان به دانمارک، به ارتش دانمارک دستور داده شد که عقب نشینی کند زیرا دولت دانمارک با آلمان اعلام جنگ نکرده بود و فرستادگان آلمان به دولت های دانمارک و نروژ اطلاع دادند که نیروهای آلمان برای محافظت از هر دو کشور در برابر حملات انگلیس و فرانسه آمده اند.  